# Riedfeld (Metten)
Riedfeld ist ein Gemeindeteil des Marktes Metten im niederbayerischen Landkreis Deggendorf. 

## Lage
Das Dorf liegt östlich des Kernortes Metten. Unweit östlich des Ortes fließt der Schalterbach.

## Baudenkmäler
In der Liste der Baudenkmäler in Metten ist für Riedfeld ein Baudenkmal aufgeführt:
- Das aus der ersten Hälfte des 19. Jahrhunderts stammende Kleinbauernhaus (Riedfeld 7) ist ein erdgeschossiger Satteldachbau mit Blockbau-Kniestock bzw. -giebel und zwei Giebelschroten.